# Autosomal-dominante Optikusatrophie
Die Autosomal-dominante Optikusatrophie (ADOA), englisch autosomal dominant optic atrophy bezeichnet eine Gruppe seltener angeborener Erkrankungen mit den Hauptmerkmalen einer Optikusatrophie.
ADOA sind mit der Leberschen Optikusneuropathie (LHON) die häufigsten Formen einer erblichen Neuropathie des Sehnervens. Zugrunde liegt eine Degeneration von Ganglienzellen in der Netzhaut.

## Einteilung
Diese Krankheitsgruppe umfasst folgende Erkrankungen:
- DOA+ Optikusatrophie-plus-Syndrom, (Synonym: Hagemoser-Weinstein-Bresnick-Syndrom; Optikusatrophie - Polyneuropathie -Taubheit – Myopathie), autosomal-dominant, mit Mutationen am OPA1-Gen im Chromosom 3 Genort q29[3][4]
- OPA1 Optikusatrophie, Typ OPA1, (Synonym: Autosomal-dominante Optikusatrophie Typ Kjer; Optikusatrophie Typ 1; Optikusatrophie Typ Kjer), autosomal-dominant, Mutationen am OPA1-Gen[5][6]
- OPA2, (Synonym: Optikusatrophie (nicht Typ Leber) mit frühem Beginn; Optikusatrophie Typ 2), X-chromosomal rezessiv, Mutationen im X-Chromosom Genort p11.4-p11.21[7][8]
- OPA3, autosomal-dominant, Mutationen am OPA3-Gen im Chromosom 19 Genort q13.32[9][10] s. auch Costeff-Syndrom
- OPA4, Mutationen im Chromosom 18 q12.2-q12.3[11]
- OPA5, autosomal-dominant, Mutationen im Chromosom 22 q12.1-q13.1[12]
- OPA6 (Synonyme: Optikusatrophie, autosomal-rezessive, isolierte; Optikusatrophie, kongenitale oder früh-infantile), autosomal-rezessiv, Mutationen im Chromosom 8 q21-q22[13][14]
- OPA7, autosomal-rezessiv, Mutationen am TMEM126A-Gen im Chromosom 11 q14.1[15][16]

## Klinische Erscheinungen
Bei allen Erkrankungen beginnt der Visusverlust bereits im Kindes- oder Jugendalter. Meist finden sich weitere Betroffene in der Familie.
Bei der Augenspiegelung findet sich beidseits eine Abblassung der Papille mit zentralem Verlust an Sehschärfe und Farbsehvermögen.

## Differentialdiagnose
ADOA und Lebersche Hereditäre Optikus-Neuropathie (LHON) sind unterscheidbare, seltene mitochondriale Erkrankungen (Mitochondriale Retinopathien). Sie sind sich allerdings in bestimmten Aspekten klinisch wie auch pathogenetisch ähnlich. Bei diesen hereditären Optikus-Neuropathien kommt es zum Untergang retinaler Ganglienzellen. Bei LHON hängt der mitochondriale Defekt mit einer Mutation der mitochondrialen DNA zusammen, bei ADOA mit einem Defekt der somatischen DNA. Beide Erkrankungen resultieren aus einem mitochondrialen Komplex-I-Defekt. So verweisen z. B. Barboni et al. (2013) auf die pathogenetische Verwandtschaft von LHON und ADOA. Betroffene Patienten leiden meist unter zentralem Visusverlust und Farbsinnesstörungen.
Die klinische Symptomatik der ADOA ist zumeist auf die optische Neuropathie beschränkt. Der Schweregrad erstreckt sich von schwerer kongenitaler optischer Atrophie bis hin zu relativ leichten Fällen. Wie bei LHON beeinträchtigt der Sehverlust bei ADOA das zentrale Sehvermögen mit Zentralskotom und Verlust des Farbkontrastsehens. Beeinträchtigt ist vor allem die temporale Seite der Papille, da schon frühzeitig das papillomakuläre Bündel betroffen ist. Die ADOA ist meist langsam progredient ohne spontane Besserung.

## Therapie
Eine kausale Behandlung ist nicht bekannt. Eine Idebenon-Therapie wurde bei ADOA/OPA-1 bereits durch Spezialisten aus Mailand in Einzelfällen erfolgversprechend eingesetzt. Die Ergebnisse dieser offenen, nicht-kontrollierten klinischen Studie zu Idebenon bei 7 Patienten mit OPA1-assoziierter ADOA wurden 2013 publiziert (Barboni 2013). Zu den beschriebenen Resultaten merken La Morgia et al. (2014) an, dass spontane Verbesserungen bei ADOA bisher nicht bekannt geworden sind, und die Ergebnisse von Barboni et al. (2013) daher ermutigend seien. Barboni et al. (2013) befürworten aufgrund der Ergebnisse ihrer Pilotstudie (5 von 7 Patienten profitierten von der Idebenon-Therapie) den Einsatz von Idebenon bei ADOA-Patienten. Sie plädieren für die Durchführung weiterer randomisierter und kontrollierter klinischer Studien.